# Hansen Rocks
Die Hansen Rocks sind eine Gruppe aus fünf felsigen Inseln vor der Mawson-Küste des ostantarktischen Mac-Robertson-Lands. Sie liegen 1,5 km nordöstlich der Sawert Rocks unmittelbar nördlich der Holme Bay.
Luftaufnahmen der Australian National Antarctic Research Expeditions (ANARE) dienten ihrer Kartierung. Das Antarctic Names Committee of Australia benannte sie nach Bent Thygesen Hansen (1930–2016), Kapitän des Schiffs Nella Dan bei den ANARE-Kampagnen der Jahre 1968, 1969, 1970 und 1972.